# Patriarkat (sociologi)
Patriarkat (av grekiskans πατριάρχης, patriarkhēs, "fadersvälde") är ett samhällssystem där män har den primära makten. Där innehas de flesta ledande politiska, ekonomiska, religiösa och sociala positioner av män. 
Systemet utgår från att barnens börd och arvsrätt räknas genom deras härstamning från sin far. Detta har också historiskt fått till följd att kvinnor på olika sätt har kontrollerats, för att göra det möjligt att säkerställa ett barns faderskap.

## Historik
Enligt antropologin har de flesta förhistoriska jägare- och samlarsamhällen varit relativt egalitära. Det antyder att patriarkala samhälleliga strukturer inte utvecklades förrän många år efter bondestenålderns inträde, vilken var en följd av social och teknologisk utveckling såsom jordbruk och domesticering. Enligt Robert M. Stroizer har historisk forskning ännu inte funnit en specifikt "initierande händelse" som skulle ha introducerat patriarkala strukturer. En del menar att det möjligtvis var när konceptet faderskap slog rot, ca 4000 f.Kr, som kan ses som början på patriarkala samhällssystem.

### Arabvärlden och islam

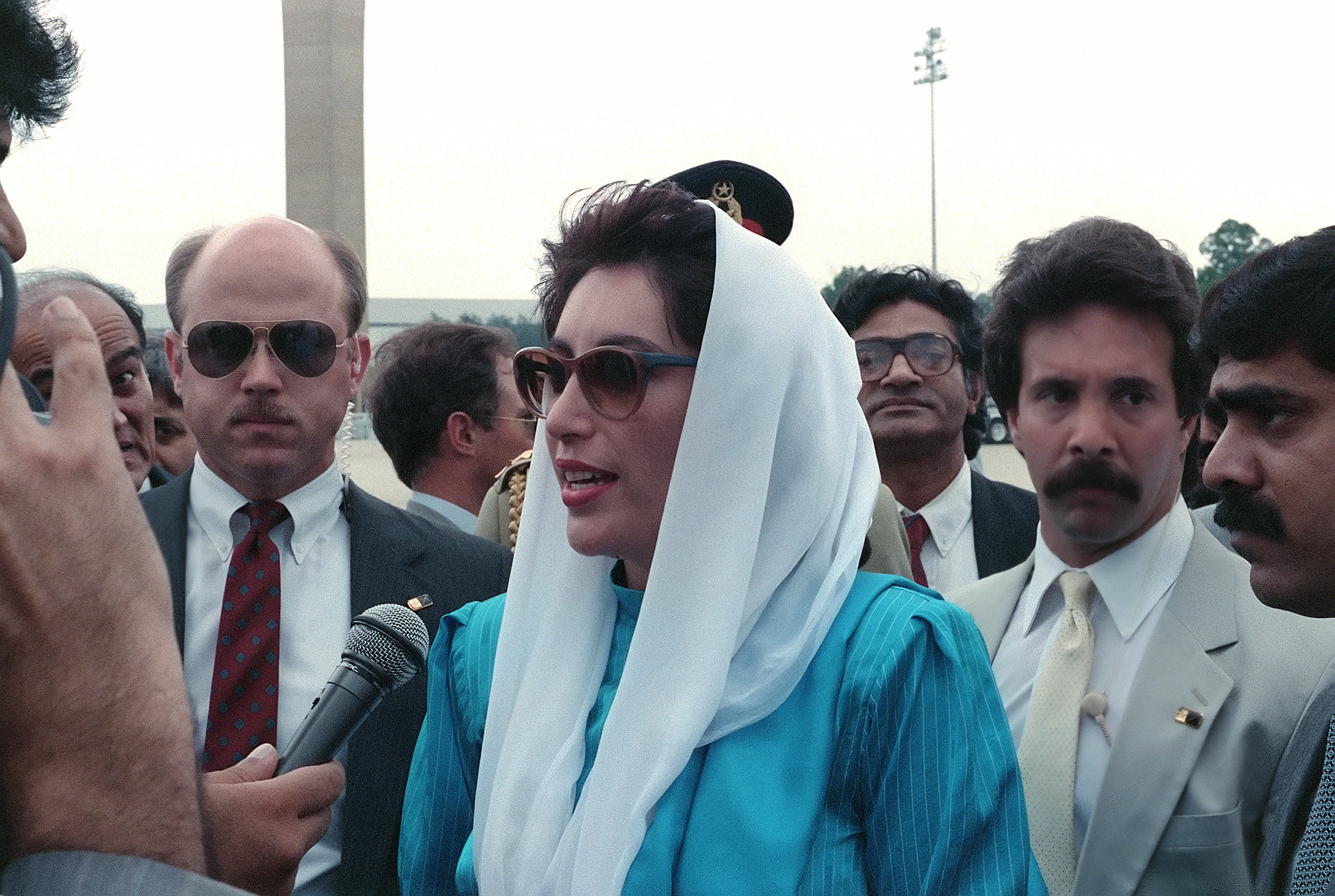
Kvinnliga statsöverhuvuden har varit ovanliga under världshistorien, men några kända exempel finns i muslimska länder, exempelvis Benazir Bhutto (bilden), före detta premiärminister i Pakistan, samt Khaleda Zia och Sheikh Hasina Wajed, premiärministrar i Bangladesh.

Kvinnors rättigheter och ställning på arabiska halvön har bara beskrivits i senare islamiska texter, som alltså bör betraktas med försiktighet på grund av dess partiskhet mot förislamsk religion. Innan Muhammed och tillkomsten av Islam saknade kvinnor, enligt islamiska texter, nästan rättslig status inom många arabstammar, med några undantag. Kvinnor påstås ha blivit sålda som handelsvara eller slavar till äktenskap av sin förmyndare för ett lågt pris, och kunde ärvas i vissa stammar. Maken kunde avsluta äktenskapet när som helst och kunde ta sig obegränsat antal fruar. Kvinnor saknade eller hade mycket liten arvsrätt. Kvinnliga barnamord, ibland genom levande begravning, påstås ha varit en relativt utbredd sed i det för-islamiska Arabien. Motiven uppges ha varit tvåfaldiga: rädslan att en ökning av kvinnliga avkommor skulle leda till ekonomisk börda i tider av svält, liksom rädslan för den förnedring som kan orsakas av att flickor tillfångatas av en fientlig stam och därefter föredrar sina kidnappare framför sina föräldrar och bröder. Emellertid tycks matrilinjär arvsrätt ha förekommit i de rika trakterna kring Mecka strax innan Islam i den kultur Mohammeds mor tillhörde. Det är också ett faktum att Muhammeds första hustru Khadidja var en självständig och ekonomiskt oberoende, framgångsrik affärskvinna i det förislamska arabiska samhället, och att Muhammed själv var hennes anställde innan hon valde att gifta sig med honom. 
Trots att Islams Sharialagar idag konserverar patriarkala strukturer och enligt människorättsföreträdare leder till diskriminering och förtryck av kvinnor, påstås traditionellt Islams införande på 600-talet ha förbättrat kvinnans ställning jämfört med flertalet arabiska förislamska stamkulturer. Islam ger kvinnor vissa möjligheter till ägande, arv (men döttrar ärver enbart hälften av vad söner ärver enligt Islam), utbildning och skilsmässa, vilket de tidigare sägs ha ha saknat på arabiska halvön. Polygamin som tidigare varit obegränsad begränsades då till högst fyra fruar (män fick dock utöver sina fruar ha ett obegränsat antal konkubiner). Den som inte begraver sin dotter levande, inte förnedrar henne och inte hellre önskar en son, utan behandlar henne väl även om han får genomgå vedermödor för hennes skull, lovas enligt Koranen en plats i Paradiset.
Även om kvinnliga statschefer har förekommit i muslimskt dominerade länder så dominerar män lagstiftning, rättsskipning och annan religiös och politisk makt. Dessa patriarkala strukturer kan förklara det som med sekulära mått framstår som ojämlik rättsskipning. Berättelser om kvinnor som har dömts för otrohet efter att ha blivit våldtagna har flera gånger gett upphov till proteststormar mot regimer som praktiserar sharia. Kvinnors möjligheter att utbilda sig är begränsade i vissa länder som praktiserar sharia. Sharia lägger ansvaret främst på kvinnan att skyla sig och att inte röra sig fritt i samhället för att inte fresta män att begå äktenskapsbrott eller våldtäkt. Hijab är i många muslimska länder kulturellt påtvingat, och har i vissa fall även varit juridiskt tvång. Även om Islams urkund inte föreskriver kvinnlig könsstympning så praktiseras denna förislamiska sed av många muslimer med de religiösa ledarnas goda minne. Könsstympning innebär lidande och begränsar kvinnans njutning av sexualakten i syfte att hon inte ska lockas till utomäktenskapliga förhållanden. Inte heller hedersmord och stening av kvinnor som har gift sig med en man som inte familjen har valt ut har stöd i Koranen, men förekommer bland annat i många muslimskt dominerade länder.

### Kristendom

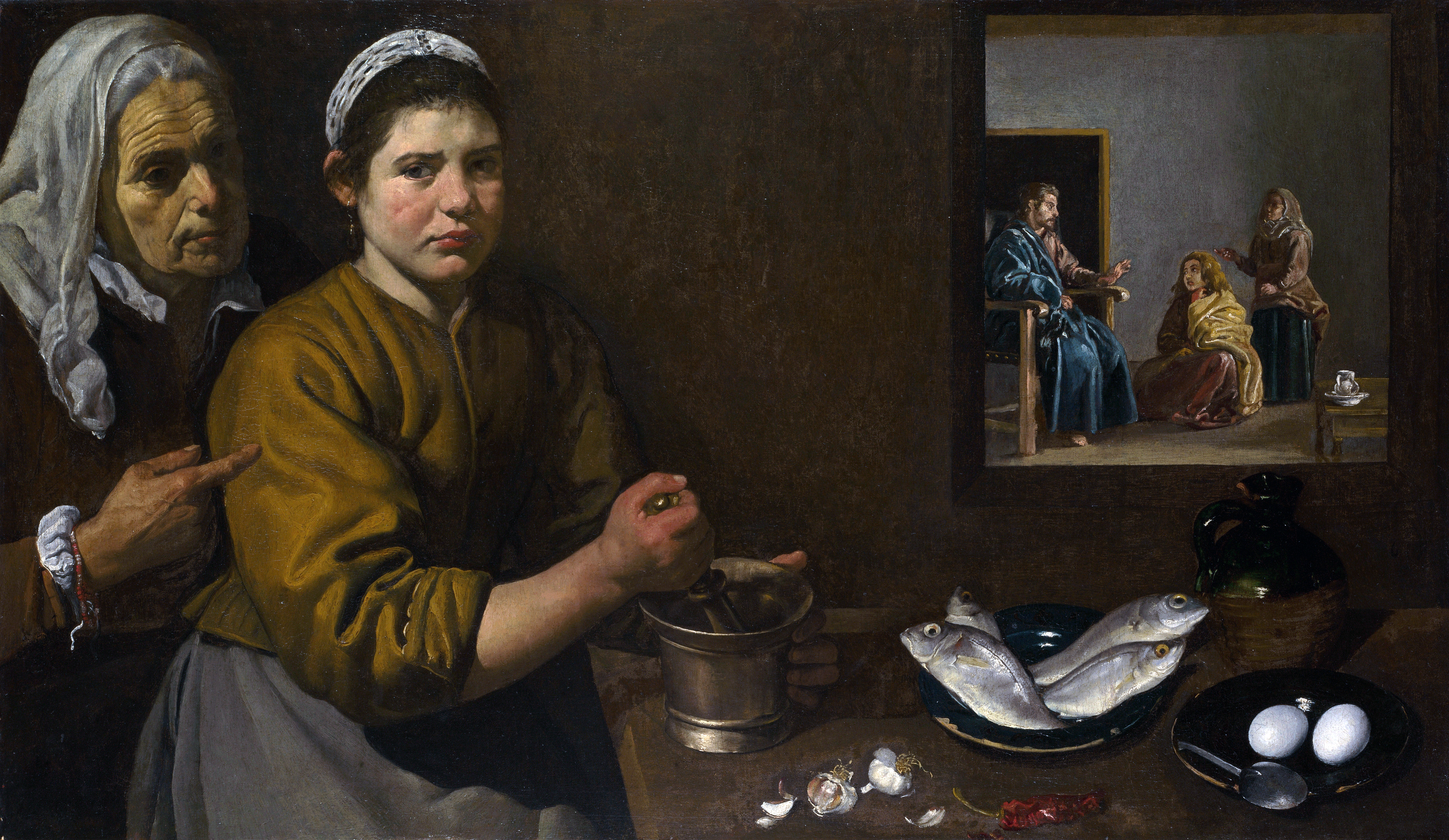
Jesus hemma hos Marta och Maria från Betania av Diego Velázquez, 1618. Denna Bibelberättelse visar att Jesus bröt med den dåtida judiska kulturens syn på kvinnor och gav dem religiös undervisning, Lukas kap 10.

Enligt Bibeln, särskilt Lukas evangelium, hjälpte Jesus kvinnor öppet och hade kvinnliga goda vänner på ett sätt som bröt mot den dåtida (judiska) kulturens normer och fick omgivningen att reagera. Han samtalade med kvinnan vid Sykars brunn trots hennes relativt promiskuösa leverne; han var lyhörd för kvinnligt lidande, och han respekterade kvinnor. Jesus tog i många avseenden ställning mot hierarkier, och menade att äktenskap inte förekommer i himmelriket. Han hade många kvinnliga efterföljare, men de tolv apostlar som han enligt Bibeln utsåg bland lärjungarna var alla män.
Paulus, som var den som i sina brev teoretiskt formulerade kristendomens grundteser, menade att i himmelriket finns ingen skillnad på kvinnor och män. Han berömde en handfull kvinnor för deras arbete i församlingar, däribland Junia som han kallar apostel. Han sade att en make är skyldig att älska sin hustru. Samtidigt förbjöd Paulus kvinnor att tala högt i församlingarnas beslutande möten, han förbjöd dem att vara äldste eller ledare, han krävde att de skulle underordna sig sina makar, och han föreskrev att de ska bära huvudbonad och ha långt hår, men inte konstfulla håruppsättningar.
I den tidiga kristendomen förekom kvinnliga ledare och präster. I Nya testamentet nämns förutom Junia, predikanten Prisca (medarbetare till Paulus, undervisade personligen predikanten Apollo) och diakonen och läraren Foibe. Den judiska handelskvinnan Lydia bjöd in apostlarna till sitt hus och en husförsamling bildades hos henne, troligen under hennes ledning.  När kristendomen väl hade blivit statsreligion i romarriket förhindrades emellertid kvinnligt prästerskap i flertalet kyrkogrenar fram till 1900-talet.
Sedan 1900-talet har kvinnligt ledarskap blivit möjligt inom vissa kristna kyrkor. I Svenska kyrkan är idag (2011) de kvinnliga prästerna nästan i majoritet. Inom de katolska och ortodoxa kyrkorna, och konservativa protestantiska samfund i vissa länder, kan emellertid än idag endast män vigas som präster och diakoner.

## Patriarkat i moderna samhällen
Inom feminism finns det teorier om att patriarkala strukturer (kallas också könsmaktsordning) har starkt inflytande även i den moderna civilisationen, även om många kulturer har gått mot ett mer jämlikt socialt system under det senaste århundradet.
Könsbaserad uppdelning av arbetsmarknaden och förhindrande av kvinnlig politisk makt reglerades i lagar i västvärlden fram till början av 1900-talet. Idag har diskriminerande lagar avskaffats, men fortfarande anses en rad normer och sociala mekanismer bevara strukturerna inom feministisk teori. Exakt vad patriarkatet innebär idag skiljer sig åt mellan olika tankeskolor. Viktiga faktorer för bevarandet av patriarkala strukturer är religiös och politisk konservatism, ofta med hänvisning till omsorg om barnens uppväxt.

## Heteropatriarkat
Heteropatriarkat är ett sociopolitiskt system där cispersoner och heterosexuella har makt över kvinnor och personer med annan sexuell läggning eller könsidentitet t.ex. homosexuella och transpersoner. Det är ett teleskopord av termerna heterosexualitet och patriarkat. Termen betonar att diskriminering som utövas på både kvinnor och HBTQ-personer, grundar sig i samma sexistiska och sociala strukturer.

## Kritik
Patriarkat som ett universellt fenomen har tidigare varit omstritt, och särskilt under 1960-, 1970- och 1980-talen kom det ofta rapporter om att matriarkala samhällen upptäckts. Noggrannare undersökningar har utan undantag visat att det rört sig om missuppfattningar, med vanligen en sammanblandning mellan matriarkat och matrilinjära samhällen, alternativt rena bedrägerier.
Begreppet patriarkat har av intersektionella teoretiker kritiserats som alldeles för endimensionellt, och dessa menar att socioekonomiska faktorer och andra hierarkier också måste tas hänsyn till. Inom vissa riktningar av sociobiologi, evolutionspsykologi och evolutionsbiologi menar man att även biologiska skillnader mellan män och kvinnor har betydelse för skillnader mellan kvinnors och mäns makt och ekonomi, något som inte accepteras inom viss feministisk teori.